# Xavier de Salas Bosch
Xavier de Salas Bosch (Barcelona, 1907 - Madrid, 3 de junio de 1982) fue historiador del arte español, licenciado en filosofía y director del Museo del Prado entre 1970 y 1978, durante su última parte del franquismo y la primera etapa de la Transición Española.  

## Biografía
Estudió en Madrid, donde fue discípulo de Elías Tormo. Se doctora en 1930 con la tesis Notas sobre algunas crónicas del siglo XV. En 1931 comienza a ejercer como profesor en Barcelona, y al terminar la guerra civil española, en 1939, estudia en Viena. Durante un largo tiempo como profesor y catedrático, es invitado por la Universidad de Oxford a participar en su círculo de estudios hispánicos. Fue director del Instituto de España en Londres y en 1962 recibió la subdirección del Museo del Prado.
Su labor en el ámbito de la museografía le valió ser nombrado director del Prado en 1970, llevando como subdirector a Alfonso Pérez Sánchez. Al año siguiente se dona al Museo el Casón del Buen Retiro, donde se expondrán más tarde muchas obras de pintura del siglo XIX. Entre las donaciones para el Museo destaca Las tentaciones de san Antonio. Se reeditan muchos textos complementarios para el Museo y se organizan varias exposiciones. En 1978, ya concluida la transición, Salas Bosch decide jubilarse y le reemplaza José Manuel Pita Andrade. 
Si bien su nutrida bibliografía aborda muy diferentes etapas de la historia del arte español, descolló de manera especial por sus estudios sobre Goya, El Greco, Rosales y Fortuny. Fue miembro numerario de diferentes academias españolas y extranjeras.